# Переправа через Рейн у Келя (1796)
Переправа через Рейн у Келя — операция французской армии под командованием генерала Жана Виктора Моро, проведённая 24—28 июня 1796 года, во время которой французские войска с помощью десанта пересекли реку Рейн и вытеснили подразделения Швабского имперского округа с их позиций в Келе, создав плацдарм на восточном берегу для последующей переправы большей части Рейнско — Мозельской армии.

## Перед операцией
31 мая 1796 года заканчивалось полугодовое перемирие между французами и австрийцами на Рейнском театре военных действий.
Моро получил приказ Директории со своей армией из 79 600 человек переправиться через верхний Рейн, Журдан — с 77 790 — переправиться через средний Рейн. Согласно французскому плану операций, эти два перехода должны быть объединены таким образом, чтобы манёвры Журдана послужили сигналом для начала переправы Моро и облегчили его продвижение к верхнему Неккару.
Моро намеревался пересечь Рейн у Келя, где все приготовления велись в глубокой тайне, а для отвлечения внимания противника производились атаки на укрепленные позиции австрийского корпуса перед Мангеймом, чтобы убедить командовавшего там фельдмаршала графа Латура, что именно здесь состоится переправа через Рейн.
В ответ на французские атаки у Мангейма эрцгерцог Карл направил большую часть своих сил на средний и северный Рейн, оставив только швабские подразделения на переправе Кель — Страсбург и небольшие силы под командованием Фюрстенберга в Раштатте. Небольшой отряд из примерно 5000 французских роялистов под командованием принца Конде прикрывал Рейн от Швейцарии до Фрайбурга-им-Брайсгау.
Однако, как только эрцгерцог Карл направил свою главную армию к среднему и северному Рейну, Моро развернулся и без артиллерии форсированным маршем с большей частью своей армии прибыл в Страсбург, прежде чем Карл понял, что французы покинули Шпейер.

## Ход операции
В два часа ночи 24 июня колонны Аббатучи, Декана и Монришара (3600 человек) дивизии Ферино погрузились в 36 небольших лодок, переправились и высадились на острове Эрленкопф на реке между Страсбургом и крепостью Кель. Они выбили оттуда швабские пикеты и захватили редут с тремя пушками, а потом по мосткам стали перебираться через рукав реки на восточный берег Рейна. Вскоре был захвачен второй редут на кладбище и штурмом взят сам Кель, а также «волчий» редут на равнине. Французы, преследуя отступивших швабов, дошли до деревни Зундхайм. Швабы имели в Келе всего два батальона и не смогли вовремя получить подкрепление. Фельдмаршал Штайн, командующий швабским контингентом, вышел из Вильштадта в Кель с резервом из 6 батальонов и 4 эскадронов только в 7 часов утра и двинулся двумя колоннами по обоим берегам Кинцига. Когда эти две колонны прибыли в Ноймюль и Зундхайм, то обнаружили превосходящие силы противника, который немедленно атаковал и отбросил швабов, потерявших 37 офицеров, 693 рядовых и 14 орудий, обратно в Вильштадт. Однако швабские аванпосты снова заняли Ноймюль и не пропустили французов дальше.
В течение дня переброска французских войск продолжалась на лодках, а с шести утра — на пароме, а также велись работы по строительству понтонного моста, который был готов только в полдень 25 июня. За это время вся пехота дивизии Ферино была переброшена в Кель. Запланированный переход дивизии Бопюи около Гамбсхайма не состоялся, потому что уровень воды там был слишком высок. Дивизии пришлось вернуться в Страсбург и там переправиться. Днем 25 июня артиллерия и кавалерия перешли по понтонному мосту.
Вторая переправа, одновременная с переправой в Келе, произошла в Гюнингене около Базеля. Таким образом в течение дня Моро переправил четыре дивизии через реку у Келя и ещё три у Гюнингена.
26 июня генерал Дезе, принявший командование на плацдарме группировкой в 27 000 штыков и сабель, атаковал шестью колоннами на обоих берегах Кинцига. Три дивизии атаковали слабый корпус Штайна с фронта и фланга и оттеснили его после непродолжительного сопротивления к Оффенбургу. Три другие колонны остановили продвижение эмигрантской армии принца Конде и заставили её также повернуть к Оффенбургу.
27 июня Штайн стоял перед Оффенбургом, Конде — слева от него, 300 австрийцев справа, возле Оппенвайлера, Старай с 4000 — возле Мемпрехтсхофена на Ренхе. Моро во второй половине дня продвинулся шестью колоннами: одна против Альтенхейма, четыре колонны против позиции Штейна, последняя — против Урлоффена. Поскольку некоторые из этих колонн двигались недостаточно быстро, общий эффект был потерян, и вся операция не дала желаемого эффекта. Штайн вернулся в долину Кинцига, Конде — в Лар, австрийцы — за Ренхен и Оберкирх. Швабские войска были настолько деморализованы, что их отступление пришлось прикрывать отрядом австрийцев и эмигрантов, находившихся в Генгенбахе.

## 28 июня. Бой при Ренхене
Штайн со швабами расположился на реке Кинциг. Фельдмаршал — лейтенант Старай с 10 000 должен был защищать Ренх. Латур с резервом в 8000 человек был размещен в двадцати милях к северу от Муггенстурма.
Утром 28 июня французская бригада Сен-Сюзанна продвинулась из Урлоффена к Ренхену. Немного позже прибыл генерал Дезе с остальной частью своего корпуса и развернул войска для атаки. Дезе разделил свои силы на три колонны. Левая колонна должна была действовать как сдерживающая перед Урлоффеном. Центральная колонна должна была продвигаться по главной дороге через Циммерн на Ренхен. Правая колонна должна была наступать на восток в сторону Оберкирха. Три колонны должны были продвигаться по невысокой равнине, покрытой россыпью небольших лесов.
Старай попытался воспользоваться Ренхом, чтобы атаковать правый фланг французов. Кирасиры дважды атаковали два пехотных батальона, но оба раза были отбиты. Затем Старай ударил на французский левый фланг, но на этот раз его кавалерия была разбита тремя французскими кавалерийскими полками. Примерно в это же время правая колонна Дезе нанесла поражение трём австрийским батальонам, защищавшим Оберкирх и долину, соединяющую его с Ренхеном. Старай был вынужден отступить сначала в Засбах, а затем в Бюль, в десяти милях к северу от Ренхена.

## Результаты
Непосредственные потери личного состава были незначительными: под Келем французы потеряли убитыми, пропавшими без вести или ранеными около 150 человек. Швабский контингент потерял 700 человек, а также 14 орудий и 22 зарядных ящика. Бой под Ренхеном стоил австрийцам 1200 убитых и раненых, а также 10 орудий.
Переправы в Келе и в Гюнингене гарантировали французам свободный доступ к большей части юго-западной Германии. Отсюда войска Моро, насчитывавшие после переправы 60 тысяч штыков и сабель, могли развернуться, отбить войска приближающегося противника и выйти на оперативный простор для дальнейшего наступления через Шварцвальд в Германию.